# Беной (Веденский район)
Бено́й (чечен. Цӏена-Бена) — село в Веденском районе Чеченской Республики. Административный центр Бенойского сельского поселения.

## География
Село расположено на левом берегу реки Хулхулау, в 15 км к северо-западу от районного центра Ведено.
Ближайшие населённые пункты: на северо-западе — село Сержень-Юрт, на северо-востоке — село Марзой-Мохк, на юге — село Ца-Ведено, на юго-востоке — село Хаджи-Юрт, на востоке — село Гуни.

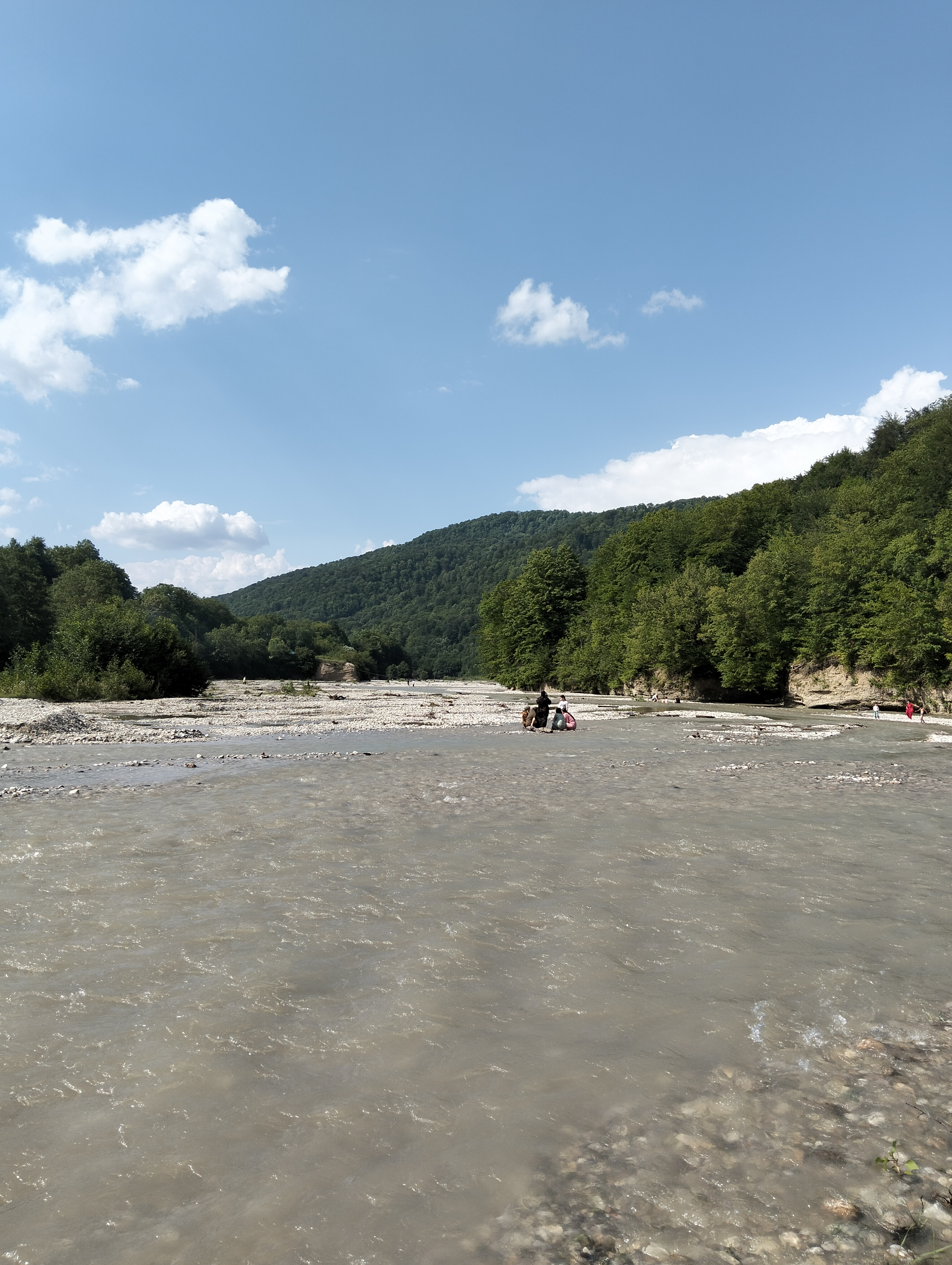
Русло р. Хулхулау в окрестностях Беноя

## Население
| 2002 | 2010 | 2012 | 2013 | 2014 | 2015 | 2016 |
| ---- | ---- | ---- | ---- | ---- | ---- | ---- |
| 502  | ↘440 | ↗597 | ↘594 | ↗595 | →595 | ↘587 |
| 2017 | 2018 | 2019 | 2020 | 2021 | 2023 | 2024 |
| ↘577 | ↘567 | ↘557 | ↘552 | ↘324 | ↘319 | ↘302 |